# The Story of Will Rogers
The Story of Will Rogers è un film del 1952 diretto da Michael Curtiz. Un film biografico dedicato alla figura del celebre attore, umorista e cow boy, uno dei volti più popolari dello spettacolo made in USA degli anni venti e trenta: nel film viene interpretato da suo figlio Will junior.

## Produzione
Il film fu prodotto dalla Warner Bros. Pictures

## Distribuzione
Distribuito dalla Warner Bros. Pictures, il film uscì nelle sale cinematografiche USA il 26 luglio dopo una prima tenuta a New York il 17 luglio 1952.